# Втеча в автомобілі
«Втеча в автомобілі» (англ. A Jitney Elopement) — американська короткометражна кінокомедія режисера Чарльза Чапліна 1915 року.

## Сюжет
Батько Едни хоче видати свою дочку в шлюб з багатим графом Хлорід-де-Лаймом. Чарлі, істинна любов Едни, в свою чергу видає себе за графа під час обіду.

## У ролях
- Чарльз Чаплін — любов Едни
- Една Перваєнс — Една
- Бад Джемісон — поліцейський
- Ернест Ван Пелт — батько Едни
- Лео Вайт — граф Хлорід-де-Лайм